# Katastralgemeinde Gruska
Die Katastralgemeinde Gruska ist eine von drei Katastralgemeinden der Gemeinde Gurk im Bezirk Sankt Veit an der Glan in Kärnten, in Österreich. Sie hat eine Fläche von 741,02 ha. Am 1. Jänner 2024 lebten 83 Personen in der Katastralgemeinde.
Die Katastralgemeinde gehört zum Sprengel des Vermessungsamtes Klagenfurt.

## Lage
Die Katastralgemeinde liegt im Südwesten der Gemeinde Gurk, im Westen des Bezirks Sankt Veit an der Glan. Sie liegt in den Wimitzer Bergen und umfasst einen sonnseitigen Teil des Zammelsberger Rückens, von der Freithofer Höhe (1188 m) bis hinunter ins Tal der Wimitz auf etwa 680 m Höhe.

## Ortschaften
Auf dem Gebiet der Katastralgemeinde Gruska liegen die Ortschaften Gruska, Hundsdorf, Masternitzen, Niederdorf, Straßa und Sutsch.

## Vermessungsamt-Sprengel
Die Katastralgemeinde gehört seit 1. Jänner 1998 zum Sprengel des Vermessungsamtes Klagenfurt. Davor war sie Teil des Sprengels des Vermessungsamtes St. Veit an der Glan.

## Geschichte
Ende des 18. Jahrhunderts wurden die Kärntner Steuergemeinden (später: Katastralgemeinden) gebildet und Steuerbezirken zugeordnet. Die Steuergemeinde Grußka bzw. Gruska wurde Teil des Steuerbezirks Kraig und Nußberg.
Im Zuge der Reformen nach der Revolution 1848/49 wurden in Kärnten die Steuerbezirke aufgelöst und Ortsgemeinden gebildet, die jeweils das Gebiet einer oder mehrerer Steuergemeinden umfassten. Aus der Katastralgemeinde Gruska und ihrer östlich benachbarten Katastralgemeinde Pisweg wurde die Gemeinde Pisweg errichtet.
Die Größe der Katastralgemeinde Gruska wurde 1854 mit 2.034 Österreichischen Joch und 969 Klaftern (ca. 1.171 ha) angegeben; damals lebten 397 Personen auf dem Gebiet der Katastralgemeinde.
Bei der Gemeindestrukturreform 1973, als die Gemeinde Pisweg aufgelöst und die Katastralgemeinde Gruska an die Gemeinde Gurk angeschlossen wurde, wurde die Katastralgemeinde auf weniger als zwei Drittel ihrer ursprünglichen Größe verkleinert: im Wimitztal rückte die Südgrenze der Katastralgemeinde von der Wimitz etwas hinauf auf die linksseitigen Hänge, sodass jene Häuser, die aus dem Tal der Wimitz erreichbar sind, an die Katastralgemeinde Steinbichl der Nachbargemeinde Frauenstein fielen. Gleichzeitig wurde der westlichste Teil der Katastralgemeinde Gruska an die Katastralgemeinde Wulroß und somit an die Gemeinde Weitensfeld im Gurktal abgetreten. 
Die Katastralgemeinde Gruska gehörte ab 1850 zum politischen Bezirk Sankt Veit an der Glan und zum Gerichtsbezirk Gurk. 1854 bis 1868 gehörte sie zum Gemischten Bezirk Gurk. Seit der Reform 1868 ist sie wieder Teil des politischen Bezirks Sankt Veit an der Glan, zunächst als Teil des Gerichtsbezirks Gurk, seit 1978 als Teil des Gerichtsbezirks St. Veit an der Glan.